# Lina Selander
Lina Selander, född 24 juni 1973 i Stockholm, är en svensk konstnär, främst inom video- och installation.
Lina Selander utbildade sig på Konstskolan i Stockholm 1994–1995, Nyckelviksskolan 1995–1996, Högskolan för film och fotografi i Göteborg 1998–1999, Kungliga Konsthögskolan i Stockholm 1999–2000 och Konsthögskolan Valand i Göteborg 2002–2003.
I november 2016 blev hon omskriven av den amerikanska konsttidskriften Artnet som en av Europas 50 mest intressanta konstnärer.
Sedan 2022 är hon professor i konst med fokus på narrativitet och installationer vid Konstfack. Tidigare var Selander gästprofessor vid Kungl. Konsthögskolan mellan 2017 och 2021.

## Konstnärligt uttryck

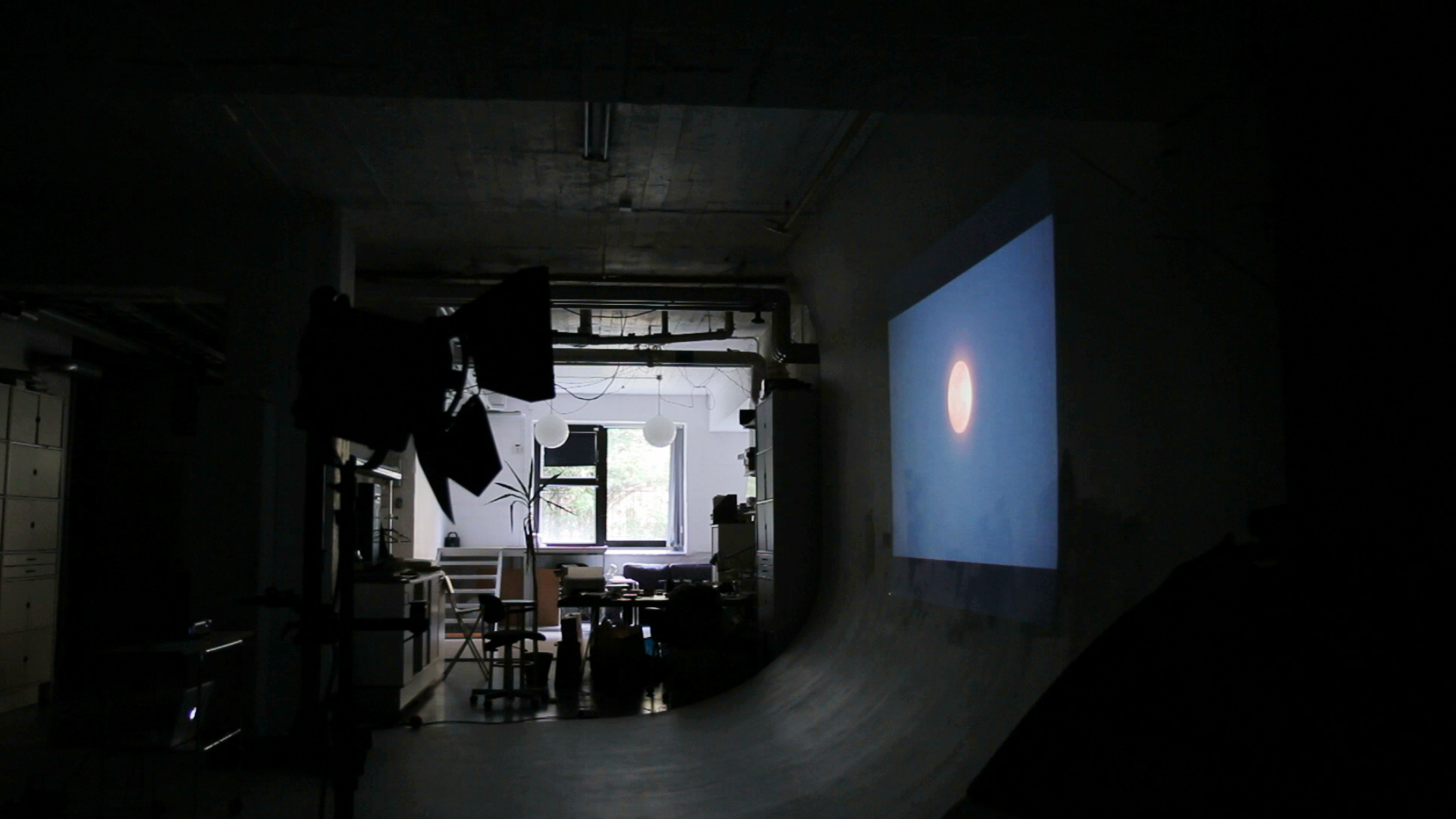
Model of Continuation (2013). HD-video, 24 min.

Lina Selander är i grunden fotograf och har i många verk intresserat sig för grundläggande förutsättningar för fotografisk bild, som ljus, mörker, tid, reflektioner och seende. Men mer än som fotograf har hon blivit känd för sina filmverk, ofta presenterade i installationsform, där rummet är minst lika viktigt. Hennes konstnärliga praktik har liknats vid arkeologi, då verken ofta har en historiskt undersökande ton och hon utgår ofta från film- och fotomaterial som hon funnit när hon grävt i arkiv. I hennes verk återkommer bildmaterial av grottor, gruvor eller utgrävningar, och titeln på hennes utställning vid Venedigbiennalen var just Excavation of the Image. Radioaktivitet är ett annat tema som återkommit i flera verk, exempelvis med historiska händelser som Hiroshimabomben eller Tjernobylolyckan, och bland annat har hon i verket Lenins lamp glows in the peasants's hut själv gjort så kallade radiografier, där hon belyst fotopapper med radioaktiv strålning från olika mineraler. Andra teman som kan nämnas är  fossil och pengar. Selander arbetar med filmmontage, där hon låter dokumentärt material möta fiktion, olika berättelser och bilder möter varandra, men hon låter även sina olika verk möta och påverka varandra i utställningsrummet varför hon också sägs arbeta med metamontage.

## Utställningar och utmärkelser
Lina Selander representerade Sverige vid Venedigbiennalen 2015 på biennalens internationella utställning. Hon har även deltagit vid Kievbiennalen 2015, Seoul Media City Biennale 2014, Manifesta 2012 och Bukarestbiennalen 2010.
Selanders verk har visats på bland andra Institute of International Visual Arts i London, Bonniers konsthall, Göteborgs konsthall och Moderna Museet i Stockholm.
Hon fick Maria Bonnier Dahlins stipendium 2005 och Edstrandska stiftelsens stipendium 2008.

## Filmverk i urval
- Ceremonin (med Oscar Mangione), 2016
- The offspring resembles the parent (med Oscar Mangione), 2015
- Silphium (med Oscar Mangione), 2014
- Model of continuation, 2013
- To the vision machine, 2013
- Lenin’s lamp glows in the peasant’s hut, 2011
- Anteroom of the real, 2011
- Around the cave of the double tombs, 2010
- When the sun sets it’s all red, then it disappears, 2008
- The hours that hold the form (a couple of days in Portbou), 2007
- This is the place, 2001
- Reconstruction, 1999

## Offentliga verk i urval
- Mehr Licht!, ljusinstallation, video, 2015, MAX IV, Lund
- Med andra ögon, ljuslåda, 2012, Sjukhusskolan på Länssjukhuset i Kalmar
- Ett litet monument över samhörighet och skapande gemenskap, videoinstallation på tre skärmar, 2012, innanför entrén till Gymnastikbyggnaden i Slättgårdsskolan i Bredäng i Stockholm
- Kompositioner, ljus, ljud och video, 2011, Förskolan Älvan i Vårsta i Botkyrka kommun
- Anteroom of the Real, video, 2011, Gävle stadsbibliotek

- Selander finns representerad vid Moderna museet[5]